# Candice Bergen
Ne doit pas être confondu avec Candice Bergen (femme politique).
Pour les articles homonymes, voir Bergen.
Candice Bergen, née le 9 mai 1946 à Beverly Hills, est une actrice américaine.

## Biographie
Fille de l'actrice Frances Bergen et d'Edgar Bergen, un ventriloque renommé, Candice étudie tout d'abord la littérature et l'histoire à l'université de Pennsylvanie. Elle participe activement aux représentations théâtrales qui y sont organisées et est sacrée, en 1963, meilleure actrice du campus. En 1964, elle travaille comme mannequin à New York. Remarquée par Sidney Lumet, elle figure dans le film Le Groupe (1966) puis incarne une jeune institutrice dans La Canonnière du Yang-Tsé de Robert Wise. Elle est proposée à l'Oscar du meilleur second rôle pour Merci d'avoir été ma femme (Starting Over) en 1980.

### Vie privée
Elle épouse en 1980 le réalisateur Louis Malle, dont elle a une fille, Chloé Malle, en 1985 ; ils restent mariés jusqu'au décès du réalisateur en 1995.
Candice Bergen a beaucoup voyagé et parle couramment le français. Elle était mariée à Marshall Rose, un homme d'affaires new-yorkais.

## Filmographie
Sauf indication contraire, les informations mentionnées dans cette section peuvent être confirmées par les bases de données cinématographiques  présentes dans la section « Liens externes ».

### Cinéma

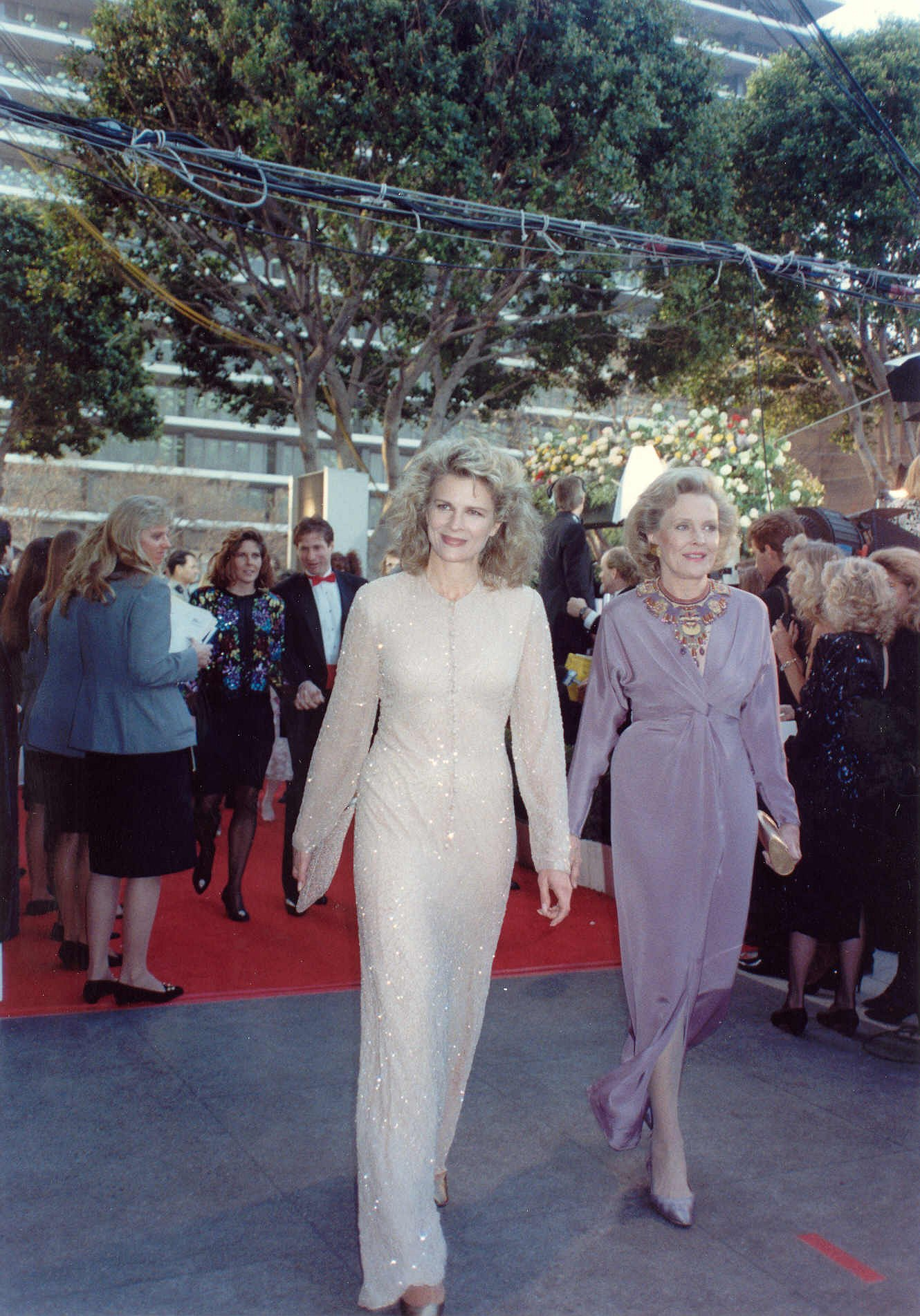
Candice Bergen et sa mère Frances, au Oscars 1990.

- 1966 : Le Groupe (The Group) de Sidney Lumet : Lakey Eastlake
- 1966 : La Canonnière du Yang-Tsé (The Sand Pebbles) de Robert Wise : Shirley Eckert
- 1967 : Le Jour où les poissons sont sortis de l'eau (The Day the Fish Came Out) de Michael Cacoyannis : Electra Brown
- 1967 : Vivre pour vivre de Claude Lelouch : Candice
- 1968 : Jeux pervers (The Magus) de Guy Green : Lily
- 1970 : Les Derniers Aventuriers (The Adventurers) de Lewis Gilbert : Sue Ann Daley
- 1970 : L'Exécuteur (The Executioner) de Sam Wanamaker
- 1970 : Campus ou CQFD (Getting Straight) de Richard Rush : Jan
- 1970 : Soldat bleu (Soldier Blue) de Ralph Nelson : Kathy Maribel « Cresta » Lee
- 1971 : Ce plaisir qu'on dit charnel (Carnal Knowledge) de Mike Nichols : Susan
- 1971 : Les Charognards (The Hunting Party) de Don Medford : Melissa Ruger
- 1971 : T.R. Baskin de Herbert Ross : T. R. Baskin
- 1974 : Fric frac, rue des diams (11 Harrowhouse) de Aram Avakian : Maren Shirell
- 1975 : Le Lion et le Vent (The Wind and the Lion) de John Milius : Eden Pedecaris
- 1975 : La Chevauchée sauvage (Bite the Bullet) de Richard Brooks : Miss Jones
- 1977 : La Théorie des dominos (The Domino Principle) de Stanley Kramer : Ellie Tucker
- 1977 : La Fin du monde dans notre lit conjugal (La fine del mondo nel nostro solito letto in una notte piena di pioggia) de Lina Wertmüller : Lizzy
- 1977 : Oliver's Story de John Korty : Marcie Bonwit
- 1979 : Merci d'avoir été ma femme (Starting Over) d’Alan Pakula : Jessica Potter
- 1981 : Riches et Célèbres (Rich and Famous) de George Cukor : Merry Noel Blake
- 1982 : Gandhi de Richard Attenborough : Margaret Bourke-White
- 1984 : 2010 : L'Année du premier contact de Peter Hyams : SAL 9000 (voix)
- 1985 : Stick, le justicier de Miami de Burt Reynolds : Kyle McClaren
- 2000 : Miss Détective (Miss Congeniality) de Donald Petrie : Kathy Morningside
- 2002 : Fashion victime (Sweet Home Alabama) de Andy Tennant : Mayor Kate Hennings
- 2003 : Espion mais pas trop ! de Andrew Fleming : Judy Tobias
- 2003 : Hôtesse à tout prix (View from the Top) de Bruno Barreto : Sally Weston
- 2008 : Sex and the City, le film de Michael Patrick King : Enid Frick
- 2008 : The Women de Diane English : Catherine Frazier
- 2009 : Meilleures Ennemies (Bride Wars) de Gary Winick : Marion Sinclair
- 2010 : Les Meilleurs Amis (The Romantics) de Galt Niederhoffer : Augusta Hayes
- 2014 : Un foutu conte de Noël de Tristam Shapeero : Donna Mitchler
- 2016 : L'Exception à la règle (Rules Don't Apply) de Warren Beatty : Nadine Henly
- 2017 : The Meyerowitz Stories de Noah Baumbach : Julia
- 2017 : Un cœur à prendre (Home Again) de Hallie Meyers-Shyer : Lillian Stewart
- 2018 : Le Book Club (Book Club) de Bill Holderman : Sharon
- 2020 : La Grande Traversée (Let Them All Talk) de Steven Soderbergh : Roberta
- 2022 : As They Made Us de Mayim Bialik : Barbara
- 2023 : Book Club: The Next Chapter de Bill Holderman : Sharon

### Télévision

#### Séries télévisées
- 1967 : Coronet Blue (en) (saison 1, épisode 11 : The Rebels) : Enid Toler
- 1976 : Le Muppet Show (épisode 115) : elle-même
- 1985 : Les Dessous d'Hollywood (Hollywood Wives) (mini-série) : Elaine Conti
- 1987 : Trying Times (saison , épisode : Moving Day) : Barbara
- 1988 - 1998 : Murphy Brown (247 épisodes) : Murphy Brown
- 1992 : Seinfeld (saison 3, épisode 22 : Les Clés) : Murphy Brown
- 1997 : À la une (en) (Ink) (saison 1, épisode 21 : Murphy's Law) : Murphy Brown
- 2000 : Les Griffin (Family Guy) :
  - (saison 2, épisode 08 : La Bière et le Pochard) : Gloria Ironbox (voix)
  - (saison 2, épisode 11 : La pâtée si je rends) : Murphy Brown (voix)
- 2002 - 2004 : Sex and the City : Enid Mead, Vogue / Enid Frick
  - (saison 4, épisode 17 : Nouveau Départ) : Enid Mead, Vogue
  - (saison 5, épisode 05 : La Soirée de ma vie) : Enid Mead, Vogue
  - (saison 6, épisode 18 : La Fin d'une époque) : Enid Frick
- 2003 : Will et Grace : (saison 6, épisode 9) : elle-même
- 2004 : New York, police judiciaire (Law and Order) (saison 15, épisode 03 : Liberté écourtée) : juge Amanda Anderlee
- 2005 : New York, cour de justice (Law and Order: Trial by Jury) : juge Amanda Anderlee
  - (saison 1, épisode 01 : Un sinistre personnage)
  - (saison 1, épisode 02 : 41 balles)
  - (saison 1, épisode 05 : Pour Marissa)
- 2005 - 2008 : Boston Justice (Boston Legal) (91 épisodes) : Shirley Schmidt
- 2010 : Dr House (House) : Arlene Cuddy
  - (saison 7, épisode 09 : Le Héros du jour)
  - (saison 7, épisode 11 : Médecin de famille)
  - (saison 7, épisode 20 : La Mécanique de l'espoir)
- 2013 : The Michael J. Fox Show (saison 1, épisode 10 : Thanksgiving) : Beth Henry
- 2015 : Battle Creek (saison 1, épisode 7 : Arnaque, million et ta mère) : Constance
- 2018 : Murphy Brown : Murphy Brown

#### Téléfilms
- 1985 : Jusqu'à la folie (Murder: By Reason of Insanity) : Ewa Berwid
- 1985 : Arthur the King : Morgan Le Fay
- 1987 : Mayflower Madam : Sydney Biddle Barrows
- 1994 : Understanding Sex (documentaire) : Narrator (voix)
- 1996 : Mary et Tim (Mary & Tim) de Glenn Jordan : Mary Horton
- 2003 : Soirée d'angoisse (en) (Footsteps) : Daisy Lowendahl
- 2015 : Tes milliards m'appartiennent (Beautiful and Twisted) : Bernice

## Distinctions
Sauf indication contraire, les informations mentionnées dans cette section peuvent être confirmées par les bases de données cinématographiques  présentes dans la section « Liens externes ».

### Récompenses
- 1976 : Western Heritage Awards du meilleur film pour La Chevauchée sauvage (1975) partagée avec John C. Champion (réalisateur), Richard Brooks (scénariste), Ben Johnson (acteur), Jan-Michael Vincent (acteur), James Coburn (acteur) et Gene Hackman (acteur).
- 1979 : Hasty Pudding Theatricals de la femme de l'année.
- 1989 : Golden Apple Awards de la star féminine de l'année.
- 46e cérémonie des Golden Globes 1989 : Meilleure actrice dans une série musicale ou comique pour Murphy Brown (1988-1998).
- 1989 : Viewers for Quality Television Awards de la meilleure actrice dans une série dramatique pour Murphy Brown (1988-1998).
- Primetime Emmy Awards 1989 : Meilleure actrice dans une série télévisée dramatique pour Murphy Brown (1988-1998).
- Primetime Emmy Awards 1990 : Meilleure actrice dans une série télévisée dramatique pour Murphy Brown (1988-1998).
- 1988 : Viewers for Quality Television Awards de la meilleure actrice dans une série dramatique pour Murphy Brown (1988-1998).
- 1991 : Viewers for Quality Television Awards de la meilleure actrice dans une série dramatique pour Murphy Brown (1988-1998).
- Primetime Emmy Awards 1992 : Meilleure actrice dans une série télévisée dramatique pour Murphy Brown (1988-1998).
- 49e cérémonie des Golden Globes 1992 : Meilleure actrice dans une série musicale ou comique pour Murphy Brown (1988-1998).
- 1992 : American Comedy Awards de la meilleure actrice dans une série dramatique pour Murphy Brown (1988-1998).
- 1992 : People's Choice Awards de la performance féminine préférée de série télévisée.
- 1993 : People's Choice Awards de la performance féminine préférée de série télévisée.
- Primetime Emmy Awards 1994 : Meilleure actrice dans une série télévisée dramatique pour Murphy Brown (1988-1998).
- Primetime Emmy Awards 1995 : Meilleure actrice dans une série télévisée dramatique pour Murphy Brown (1988-1998).
- 1996 : People's Choice Awards de la performance féminine préférée de série télévisée.
- New York Women in Film & Television 1998 : Lauréate du trophée Muse Award.
- 2007 : TV Land Awards du moment TV qui fait les gros titres dans une série dramatique pour Murphy Brown (1988-1998).

### Nominations
- 1966 : Laurel Awards du nouveau visage féminin.
- 24e cérémonie des Golden Globes 1967 : Golden Globe de la révélation féminine de l'année dans un drame dramatique pour La Canonnière du Yang-Tse (The Sand Pebbles) (1966).
- 52e cérémonie des Oscars 1980 : Meilleure actrice dans un second rôle dans une comédie dramatique pour Merci d'avoir été ma femme (Starting Over) (1979).
- 37e cérémonie des Golden Globes 1980 : Meilleure actrice dans un second rôle dans une comédie dramatique pour Merci d'avoir été ma femme (Starting Over) (1979).
- 36e cérémonie des British Academy Film Awards 1983 : Meilleure actrice dans un second rôle dans un drame biographique pour Gandhi (1982) pour le rôle de Margaret Bourke-White.
- 1989 : American Comedy Awards de la meilleure actrice dans une série dramatique pour Murphy Brown (1988-1998).
- 1989 : People's Choice Awards de la performance féminine préférée de série télévisée.
- 1990 : People's Choice Awards de la performance féminine préférée de série télévisée.
- 1990 : American Comedy Awards de la meilleure actrice dans une série télévisée dramatique pour Murphy Brown (1988-1998).
- 47e cérémonie des Golden Globes 1990 : Meilleure actrice dans une série musicale ou comique pour Murphy Brown (1988-1998).
- 1991 : American Comedy Awards de la meilleure actrice dans une série télévisée dramatique pour Murphy Brown (1988-1998).
- 1991 : Golden Globes de la meilleure actrice dans une série télévisée dramatique pour Murphy Brown (1988-1998).
- Primetime Emmy Awards 1991 : Meilleure actrice dans une série télévisée dramatique pour Murphy Brown (1988-1998).
- 1992 : Viewers for Quality Television Awards de la meilleure actrice dans une série télévisée dramatique pour Murphy Brown (1988-1998).
- 1993 : Viewers for Quality Television Awards de la meilleure actrice dans une série télévisée dramatique pour Murphy Brown (1988-1998).
- Primetime Emmy Awards 1993 : Meilleure actrice dans une série télévisée dramatique pour Murphy Brown (1988-1998).
- 1993 : American Television Awards de la meilleure actrice dans une série télévisée dramatique pour Murphy Brown (1988-1998).
- 50e cérémonie des Golden Globes 1993 : Meilleure actrice dans une série musicale ou comique pour Murphy Brown (1988-1998).
- 51e cérémonie des Golden Globes 1994 : Meilleure actrice dans une série musicale ou comique pour Murphy Brown (1988-1998).
- 1994 : People's Choice Awards de la performance féminine préférée de série télévisée.
- 1994 : Viewers for Quality Television Awards de la meilleure actrice dans une série dramatique pour Murphy Brown (1988-1998).
- 1995 : Viewers for Quality Television Awards de la meilleure actrice dans une série dramatique pour Murphy Brown (1988-1998).
- 1995 : People's Choice Awards de la performance féminine préférée de série télévisée.
- 52e cérémonie des Golden Globes 1995 : Meilleure actrice dans une série musicale ou comique pour Murphy Brown (1988-1998).
- 1re cérémonie des  Screen Actors Guild Awards 1995 : Meilleure actrice dans une série comique pour Murphy Brown (1988-1998).
- 1re cérémonie des  Screen Actors Guild Awards 1995 : Meilleure distribution pour une série comique pour Murphy Brown (1988-1998) partagée avec Pat Corley, Faith Ford, Charles Kimbrough, Joe Regalbuto et Grant Shaud.
- 2e cérémonie des  Screen Actors Guild Awards 1996 : Meilleure actrice dans une série comique pour Murphy Brown (1988-1998).
- 1996 : American Comedy Awards de la meilleure actrice dans une série dramatique pour Murphy Brown (1988-1998).
- 1996 : Viewers for Quality Television Awards de la meilleure actrice dans une série dramatique pour Murphy Brown (1988-1998).
- 53e cérémonie des Golden Globes 1996 : Meilleure actrice dans une série musicale ou comique pour Murphy Brown (1988-1998).
- 1996 : Online Film & Television Association de la meilleure actrice dans une série dramatique pour Murphy Brown (1988-1998).
- 1998 : Prix pour l'ensemble de sa carrière lors des Television Critics Association Awards.
- 2001 : Blockbuster Entertainment Awards de la meilleure actrice dans un second rôle dans une comédie d'action pour Miss Détective (2000).
- 2002 : Online Film & Television Association de la meilleure invitée dans une série dramatique pour Sex and the City (1998-2004).
- 2003 : Teen Choice Awards de la meilleure vilaine dans une comédie romantique pour Fashion victime (2002).
- 10e cérémonie des Satellite Awards 2005 : Meilleure actrice dans une série télévisée musicale ou comique pour Boston Justice (2004-2008).
- 2005 : TV Land Awards de la personnalité de télévision de l'année dans une série dramatique pour Boston Justice (2004-2008).
- 2006 : TV Land Awards de la personnalité de télévision de l'année dans une série dramatique pour Boston Justice (2004-2008).
- 2006 : Golden Globes de la meilleure actrice dans un second rôle dans une mini-série pour Boston Justice (2004-2008).
- Primetime Emmy Awards 2006 : Meilleure actrice dans un second rôle dans une mini-série ou un téléfilm] (2004-2008).
- 12e cérémonie des Screen Actors Guild Awards 2006 : Meilleure distribution pour une série comique pour Boston Justice (2004-2008) partagée avec Rene Auberjonois, Ryan Michelle Bathe, Julie Bowen, Justin Mentell, Rhona Mitra, Monica Potter, William Shatner, James Spader et Mark Valley.
- 12e cérémonie des Screen Actors Guild Awards 2006 : Meilleure actrice dans une série comique  pour Boston Justice (2004-2008).
- 13e cérémonie des Screen Actors Guild Awards 2007 : Meilleure distribution pour une série comique pour Boston Justice (2004-2008) partagée avec Rene Auberjonois, Ryan Michelle Bathe, Julie Bowen, Justin Mentell, Rhona Mitra, Monica Potter, William Shatner, James Spader et Mark Valley.
- 2008 : TV Land Awards de la personnalité de télévision de l'année dans une série dramatique pour Boston Justice (2004-2008) partagée avec Faith Ford, Charles Kimbrough et Joe Regalbuto.
- 60e cérémonie des Primetime Emmy Awards 2008 : Meilleure actrice dans un second rôle dans une mini-série ou un téléfilm pour Boston Justice (2004-2008).
- 14e cérémonie des Screen Actors Guild Awards 2008 : Meilleure distribution pour une série dramatique pour Boston Justice (2004-2008) partagée avec Rene Auberjonois, Julie Bowen, William Shatner, James Spader, Saffron Burrows, Christian Clemenson, Taraji P. Henson, John Larroquette, Tara Summers, Mark Valley, Gary Anthony Williams et Constance Zimmer.
- 15e cérémonie des Screen Actors Guild Awards 2009 : de la meilleure distribution dans une série dramatique pour Boston Justice (2004-2008) partagée avec Saffron Burrows, Christian Clemenson, Taraji P. Henson, John Larroquette, William Shatner, James Spader, Tara Summers et Constance Zimmer.
- 2009 : Festival de télévision de Monte-Carlo de la meilleure actrice dans une mini-série pour Boston Justice (2004-2008).
- 30e cérémonie des Razzie Awards 2010 : Pire actrice dans un second rôle dans une comédie romantique pour Meilleures Ennemies (2009).

## Voix françaises
| - Évelyn Séléna (*1939 - 2025) dans : - Murphy Brown (série télévisée) (1990-2018) - Miss Détective (2000) - Sex and the City (série télévisée) (2002-2004) - Will et Grace (série télévisée) (2003) - New York, police judiciaire (série télévisée) (2004) - New York, cour de justice (série télévisée) (2005) - Boston Justice (série télévisée) (2005-2008) - Sex and the City, le film (2008) - Les Meilleurs Amis (2010) - Dr House (série télévisée) (2011) - Un foutu conte de Noël (2014) - L'Exception à la règle (2016) - Perrette Pradier (*1938 - 2013) dans : - Les Charognards (1971) - La Chevauchée sauvage (1975) - Gandhi (1982) - Murphy Brown (série télévisée) (1988) - Soirée d'angoisse (téléfilm) (2003) | - Tania Torrens dans : - Oliver's Story (1978) - Le Justicier de Miami (1985) - Christine Delaroche dans : - Les Dessous d'Hollywood (minisérie) (1985) - Murphy Brown (série télévisée) (1989) Et aussi - Marion Loran dans Soldat bleu (1970) - Jeanine Freson dans Le Lion et le Vent (1975) - Jeanine Forney dans 2010 : L'Année du premier contact (1984) - Pascale Jacquemont dans L'épée du sorcier (téléfilm) (1985) - Frédérique Tirmont dans Fashion victime (2002) - Brigitte Virtudes dans Espion mais pas trop ! (2003) - Annie Sinigalia dans Meilleures Ennemies (2009) - Béatrice Delfe dans Battle Creek (série télévisée) (2015) - Frédérique Cantrel dans The Meyerowitz Stories (2017) - Micky Sébastian dans Le Book Club (2018) - Élisabeth Wiener dans La Grande Traversée (2020) |